# Фолар (выпечка)
Фолар (порт. Folar) — разновидность кулича, который выпекают в Португалии на Пасху. По традиции его преподносят крёстным отцам и священникам, подражая раздаче хлеба во время Тайной вечери. Часто в рецепте присутствует варёное яйцо со скорлупой, помещённое в пирог, которое символизирует возрождение и воскресение.
В состав теста входит вода, соль, яйца, пшеничная мука. Форма и конкретный рецепт различаются от области к области. Это может быть как сладкая, так и солёная выпечка. Например, фолар де Шавиш, популярный в северо-восточных португальских регионах Шавиш и Валпасуш, фарширован беконом, ветчиной, копчёной колбасой (Linguiça). Сладкий фолар из Ольяна, приготовленный на основе слоёного теста, состоит из семи слоёв теста с растопленным сахаром и корицей, а также с анисом и корицей.